# Emil Vinjebo
Emil Mielke Vinjebo (født 24. marts 1994 i Gadstrup) er en dansk forhenværende cykelrytter, som senest kørte for Leopard TOGT Pro Cycling.

## Meritter
2011
5. plads samlet, Regio-Tour
9. plads samlet, Liège–La Gleize
2012
1. plads, 1. etape, (TTT) Regio-Tour
4. plads samlet, Tour du Pays de Vaud
10. plads samlet, Grand Prix Rüebliland
2013
1, plads, Vélomédiane Clauy Criquelion, Belgien
2016
4. plads, Paris-Chauny
6. plads, GP Viborg
9. plads, Gran Premio Sportivi di Poggiana
2017
2. plads samlet, Okolo Jižních Čech
2018
2. plads samlet, Tour du Loir-et-Cher
1. plads, 4. etape
2. plads, Himmerland Rundt
2. plads, Duo Normand (med Casper von Folsach)
4. plads, Lillehammer GP
5. plads, Gylne Gutuer
6. plads samlet, Danmark Rundt
6. plads, Hafjell GP
7. plads samlet, Tour de Normandie
10. plads GP Horsens